# Elisabeth von Bussnang
Elisabeth von Bussnang († 13. Juni 1318 in Säckingen) war von 1306 bis 1318 Äbtissin im Damenstift Säckingen.

## Leben
Elisabeth entstammte dem thurgauischen Freiherrengeschlecht von Bussnang. Wann sie geboren wurde, ist nicht bekannt. Von 1306 bis zu ihrem Tode leitete sie als Äbtissin das Damenstift Säckingen. Im Jahre 1306 übergab sie nach der Ermordung Albrechts von Habsburg das Meieramt in Glarus an Leopold und Friedrich von Habsburg.